# کوپارگو
کوپارگو (به لاتین: Copargo) یک زیستگاه انسانی در بنین است که در استان دونگا واقع شده‌است.

## خصوصیات
کوپارگو ۸۷۶ کیلومترمربع مساحت و ۵۰٬۸۲۰ نفر جمعیت دارد.